# 슬로터하우스 룰즈
《슬로터하우스 룰즈》(영어: Slaughterhouse Rulez)는 영국에서 제작된 크리스피언 밀스 감독의 2018년 코미디 공포 영화이다. 에이사 버터필드, 사이먼 페그 등이 출연하였고, 샬럿 월스 등이 제작에 참여하였다.

## 출연진
- 에이사 버터필드
- 핀 콜
- 허마이어니 코필드
- 마이클 신
- 닉 프로스트
- 사이먼 페그
- 마고 로비
- 이저벨라 로클런드
- 조 하틀리
- 제이미 블래클리
- 자사 알루왈리아

## 기타 제작진
- 총괄 제작: 닉 프로스트, 사이먼 페그
- 라인 제작: 팀 데니슨
- 배역: 콜린 존스
- 미술: 매슈 버턴
- 의상: 콜린 켈솔